# José María Retegi
José María Retegi Altzugarai, llamado Retegi IV, nacido en Erasun (Navarra), es un ex pelotari español de pelota vasca en la modalidad de mano. Es primo del gran pelotari Julián Retegi.
Tras debutar en profesionales en 1977, su mayor éxito fue la victoria en el Manomanista de 2ª en 1982.

## Familia de pelotaris
José María Retegi pertenece a una dinastía de pelotaris manomanistas de Erasun (Navarra). La dínastía fue iniciada por su tío abuelo, Juan Ignacio Retegi (Retegi I), 6 veces campeón del manomanista y primer navarro en adjudicarse este torneo en 1969. Su primo Julián Retegi, sería conocido como Retegi II y se convertiría en el pelotari manomanista más laureado de la historia, con once txapelas. Otros miembros de la familia Retegi también han sido pelotaris profesionales, como su sobrino Julen Retegi (Retegi Bi), campeón del manomanista de segunda en 2008.

## Final del manomanista de 2ª Categoría
| Año  | Campeón   | Subcampeón | Tanteo | Frontón |
| ---- | --------- | ---------- | ------ | ------- |
| 1982 | Retegi IV | Urkiri     | 22-17  | Anoeta  |